# FK Radnik Surdulica
FK Radnik Surdulica (Servisch: Фудбалски клуб Радник Сурдулица – ФК Радник Сурдулица, Fudbalski klub Radnik Surdulica – FK Radnik Surdulica) is een Servische voetbalclub uit Surdulica.
De club werd als Surdulički sport klub (SSK) opgericht en tijdens de Tweede Wereldoorlog ontbonden. Hierna werd de club voortgezet als FK Polet Surdulica. In 1950 werd de naam veranderd in FK Hidrovlasina en aan het einde van dat jaar fuseerde de club met FK Molidben Belo Polje waarna de huidige naam werd aangenomen. 
In 2013 won Radnik de oostelijke poule in de Srpska Liga en een jaar later werd de club kampioen in de Prva Liga. Hierdoor speelde Radnik in het seizoen 2015/16 voor het eerst in de Superliga en werd in dat eerste jaar achtste.
Borac ·
Dubočica ·
Grafičar · 
Inđija ·
Javor-Matis ·
Mačva Šabac ·
Mladost GAT ·
Radnički Sremska Mitrovica ·
Radnik Surdulica · 
Sloboda ·
Sloven Ruma ·
Smederevo ·
Trayal Kruševac ·
Voždovac ·
Vršac ·
Zemun